# Belize ai Giochi della XXXI Olimpiade
Il Belize ha partecipato ai Giochi della XXXI Olimpiade di Rio de Janeiro (Brasile) dal 5 al 21 agosto 2016, con una delegazione di tre atleti impegnati in due discipline: atletica leggera e judo. Portabandiera alla cerimonia di apertura è stato il velocista Brandon Jones.
Si è trattato della decima partecipazione di questo paese ai Giochi. Così come nelle precedenti edizioni, non sono state conquistate medaglie.

## Partecipanti

### Atletica leggera
- Brandon Jones (200 m)
- Katy Sealy (100 m ostacoli)

### Judo
- Renick James (90 kg)